# Bernd Schrage
Bernd Schrage (* 12. September 1951 in Hünsborn) ist ein ehemaliger deutscher Fußballtorhüter. Als Ersatz von Stammtorhüter Wolfgang Kleff wurde er in der Saison 1970/71 – ohne Bundesligaeinsatz – mit Titelverteidiger Borussia Mönchengladbach deutscher Meister.

## Laufbahn

### Schüler- und Jugendnationalmannschaft, bis 1970
Der 1,83 m große und 85 kg schwere, athletische Torhüter begann seine fußballerische Karriere bei seinem Heimatverein Rot-Weiß Hünsborn aus dem Kreis Olpe, im südlichsten Teil des Sauerlandes gelegen. Nach der Bewährung in der Kreis- und Westfalenauswahl wurde er mit 16 Jahren vom DFB in die Schülernationalmannschaft berufen. Am 22. April 1967 stand er im Berliner Olympiastadion beim Freundschaftsländerspiel gegen England vor 70.000 Zuschauern im Tor der deutschen Auswahl. An der Seite von Verteidiger Hartmut Huhse (Arminia Ickern) und Spielführer Uli Hoeneß (Ulm 1846) im Angriff glückte ein unerwartet deutlicher 6:0-Erfolg. Auch in den nachfolgenden zwei weiteren Länderspielen am 24. April in Saarbrücken gegen England (0:0) und am 19. Mai in Schweinfurt bei einem erneuten 6:0-Erfolg gegen die Niederlande vertraute DFB-Trainer Karl-Heinz Heddergott auf den Spieler aus Hünsborn. Am 30. Dezember 1967 wurde der Jugendspieler bei seinem Heimatverein Rot-Weiß Hünsborn zum Ehrenmitglied ernannt.
Es ging für Schrage kontinuierlich weiter. Am 22. September 1968 stand er erstmals im Tor der deutschen Jugendnationalmannschaft. Das Länderspiel wurde aber unter DFB-Trainer Udo Lattek mit 1:4 in Augsburg gegen Jugoslawien verloren. Für das Talent aus Hünsborn ging es im März 1969 mit den beiden Qualifikationsspielen für das UEFA-Juniorenturnier gegen Schweden weiter. Nach zwei 2:1-Erfolgen war das DFB-Team für das europäische Juniorenturnier 1969 in der DDR qualifiziert und trat in Plauen, Zeitz und Altenburg in den Gruppenspielen gegen Bulgarien (0:1), Frankreich (0:1) und Spanien (2:1) an. Trotz späterer etablierter Bundesligagrößen wie Jürgen Sobieray, Rolf Rüssmann, Paul Breitner, Uli Hoeneß und Klaus Scheer an der Seite von Torhüter „Jumbo“ Schrage war das Turnier bereits nach der Gruppenphase für das DFB-Team beendet.
Schrage war auch der Torhüter für das UEFA-Juniorenturnier im Jahr 1970 in Schottland, wofür man sich mit Qualifikationsspielen im März und April gegen die Tschechoslowakei und Jugoslawien qualifiziert hatte, aber Trainer Lattek durch seine Übernahme des Trainerpostens beim FC Bayern München ab dem 14. März 1970, verloren hatte. Im Mai gab es in Schottland zwar zwei Siege gegen Wales (3:2) und die Schweiz (2:1), aber die 1:2-Niederlage gegen die Niederlande beendete wiederum nach der Gruppenphase das Turnier für die DFB-Mannschaft um Torhüter Schrage. Konkurrenten in der Juniorenelf des DFB waren in der Zeit von Schrage die Torhüter Jürgen Muche, Thomas Zander und Norbert Kleider. Aus dem Jahrgang 1951 schafften aber später auch Torhüter wie Jörg Daniel, Paul Hesselbach, Helmut Pabst und Hans Wulf den Weg in die Fußball-Bundesliga. Nach 15 Spielen endete für Schrage im Sommer 1970 seine Zeit in der Jugendnationalmannschaft und er unterschrieb zur Saison 1970/71 einen Lizenzspielervertrag beim amtierenden deutschen Meister Borussia Mönchengladbach.

### Bundesliga, 1970 bis 1973
Bei der Mannschaft von Trainer Hennes Weisweiler war der bewährte Bundesligatorhüter Volker Danner zum MSV Duisburg gewechselt und mit Schrage wurde jetzt die Stellvertreterrolle im Tor mit einem jungen Nachwuchstorhüter hinter der klaren Nummer 1, Wolfgang Kleff, besetzt, welcher zwar im Training gut mitziehen, die nötige Geduld aufbringen aber nicht mit aller Gewalt die Nummer 1 bedrängen sollte. Die Rangfolge im Tor der Borussia war klar. Kleff war der Stammtorhüter und Schrage sein Ersatz für den Fall des Falles. Aus der Jugendnationalmannschaft wurde auch noch mit Angreifer Rainer Bonhof ein weiterer Spieler neben dem Mann aus Hünsborn verpflichtet. Kleff bestritt alle 34 Rundenspiele und Mönchengladbach verteidigte 1970/71 den Meistertitel; Schrage gehörte zum Meisterteam, trainierte gemeinsam mit Kleff zumeist unter Assistenztrainer Rudolf Schlott, drückte aber in allen Ligaspielen die Ersatzbank, auch beim legendären „Büchsenwurf“ am 20. Oktober 1971 auf dem Bökelberg im Europacupspiel gegen Inter Mailand, das die Borussen mit 7:1 für sich entscheiden konnten. Zur Saison 1971/72 war bei Mönchengladbach noch als zweiter Nachwuchstorhüter Gregor Quasten mit einem Vertrag ausgestattet worden; aber an der dominierenden Rolle von Kleff änderte das nichts: der Mann aus Schwerte absolvierte von 1969/70 bis 1975/76, sieben Runden in Folge, durchgängig jeweils alle 34 Rundenspiele. Trotz der sportlichen Erfolge der „Fohlen“ war das für die Ersatztorhüter der Borussia eine erdrückende, lähmende Situation.
In seiner dritten Gladbacher Saison, 1972/73, lief Schrage dann auch erstmals in Pflichtspielen für die Borussen auf: Am 9. Dezember 1972 vertrat er Kleff im DFB-Pokal beim Auswärtsspiel beim Freiburger FC. Im Möslestadion verlor Mönchengladbach aber überraschend mit 1:3 Toren und Schrage konnte sich dabei nicht in dem von ihm erhofften Maß, in Szene setzen. Die von Spielmacher Karl-Heinz Bente angeführten Gastgeber setzten sich in der zweiten Halbzeit vor 20.000 Zuschauern mit 3:1 durch und sorgten damit für eine Pokalüberraschung. Da in dieser Saison die Spiele im Hin- und Rückspiel ausgetragen wurden, konnte Mönchengladbach das am Rückspiel am 20. Dezember mit einem klaren 7:1-Heimerfolg wettmachen; aber jetzt stand wieder Wolfgang Kleff im Tor. In Buch über die Torhüter-Legenden von Borussia Mönchengladbach ist dazu notiert: „Drei Jahre schon ist Schrage die Nummer zwei hinter Kleff. ‚Der Torwart Nummer zwei verschwindet langsam im Untergrund‘, gesteht Schrage, der den Konkurrenten indes ‚gut leiden kann‘. Mit Schrage im Tor verliert Borussia 1:3 beim Regionalligisten. Kleff nimmt den gescholtenen Kollegen in Schutz.“ Gladbach gewann den DFB-Pokal jener Saison durch einen 2:1-Sieg über den Lokalrivalen Köln, das Siegtor erzielte Netzer, nachdem dieser sich in der Verlängerung selbst eingewechselt hatte.
Das zweite Pflichtspiel absolvierte Schrage im Ligapokal-Rückspiel am 16. Januar 1973 im heimischen Bökelbergstadion gegen den Regionalligisten Arminia Bielefeld. Er hütete hinter der Abwehr mit Heinz Michallik, Ulrich Surau, Hans-Jürgen Wittkamp, Rainer Bonhof und Berti Vogts das Tor des Gastgebers – Spielmacher Günter Netzer erzielte vier Treffer – und das Team von Trainer Weisweiler gewann deutlich mit 9:3 Toren und zog damit in das Halbfinale des Ligapokals ein. Besondere Pluspunkte konnte er auch in diesem Spiel nicht für sich buchen, die Situation im Gladbacher Tor war weiterhin mit der Nummer 1, Wolfgang Kleff, unumstritten klar.

### Amateur, 1973 bis 1981
Im Sommer 1973 beendete Schrage seine Zeit in Mönchengladbach und schloss sich dem VfL Klafeld-Geisweid in der Verbandsliga Westfalen an, wo er beruflich bei den Stahlwerken Südwestfalen Fuß fassen konnte. Sportlich war Klafeld-Geisweid nur eine kurze Episode, er ging fußballerisch ins benachbarte Hessen und stand dann im Tor des SSV Dillenburg. Mit Dillenburg gewann er 1976 unter Spielertrainer Dieter Mietz und Torjäger Gerhard Scholtyschik den Hessenpokal, wurde 1976/77 Vizemeister und trat deshalb auch in den Spielen um die deutsche Fußball-Amateurmeisterschaft 1977 an und zog zweimal in die 1. Hauptrunde des DFB-Pokals ein. Am 7. August 1976 verlor er mit den Hessen das Heimspiel mit 1:3 gegen die Amateure des FC Bayern München, in deren Reihen die späteren Nationalspieler Klaus Augenthaler und Kurt Niedermayer am Ball waren. Am 5. August 1978 verlor er mit seinen Mannschaftskollegen das Heimspiel gegen den FSV Frankfurt mit 2:4 Toren. Mit 30 Jahren hörte er aber schon mit dem aktiven Fußball auf, das tägliche Training bereits in den Schülerjahren hatte seinen Tribut gefordert.
Der Kontakt zu Borussia Mönchengladbach ist nie abgerissen, am Bökelberg wird die Traditionspflege hochgehalten. So war Bernd Schrage auch eingeladen zum Treffen jener unvergesslichen Gladbacher Mannschaft, die das DFB-Pokalfinale 1973 in Düsseldorf in einem begeisternden Spiel mit 2:1 gegen den 1. FC Köln gewonnen hatte. Es wurde ein unvergesslicher Abend im Kreise von Karl-Heinz Drygalski, Charlie Stock, Jupp Heynckes, Herbert Wimmer, Henning Jensen, Günter Netzer, Rainer Bonhof, Hartwig Bleidick, Bernd Rupp, Herbert Laumen, Berti Vogts, Dietmar Danner, Uli Stielike und seinem ehemaligen Torhüterkonkurrenten Wolfgang Kleff.